# George Russell (pilote automobile)
Pour les articles homonymes, voir George Russell et Russell.
George Russell, né le 15 février 1998 à King's Lynn, est un pilote automobile britannique.
Vainqueur du championnat de GP3 Series en 2017 puis de Formule 2 en 2018, il fait ses débuts en Formule 1 l'année suivante, au sein de l'écurie Williams. Sa deuxième place en qualifications lors du  Grand Prix de Belgique 2021 lui permet, au bout d'un tour derrière la voiture de sécurité, d'obtenir son premier podium en Formule 1. À partir 2022, il est engagé par l'écurie huit fois championne du monde Mercedes Grand Prix et fait équipe avec Lewis Hamilton. Il remporte sa première victoire à l'arrivée du Grand Prix de São Paulo 2022. Il renoue avec le succès deux ans plus tard, au Grand Prix d'Autriche 2024. Il s'impose pour la troisième fois de sa carrière lors du Grand Prix de Las Vegas 2024.

## Biographie

### 2014: débuts en monoplace
Après avoir rencontré le succès en karting, George Russell fait ses débuts en monoplace en 2014, dans le championnat de Formula Renault 2.0 Alps. Il signe d'abord chez Prema Powerteam puis se ravise et rejoint au dernier moment l'écurie finlandaise Koiranen GP
. Il obtient comme meilleur résultat une deuxième place sur le Red Bull Ring et se classe quatrième du championnat des pilotes. Il prend part à deux manches d'Eurocup Formula Renault 2.0, d'abord à Moscou avec Koiranen GP puis à Jerez avec Tech 1 Racing. Il gagne la deuxième course de Jerez mais n'est pas éligible aux points et termine non-classé.
En parallèle, il est sacré champion de BRDC Formula 4 en remportant cinq courses. En fin d'année, il est récompensé par le Trophée McLaren Autosport BRDC, qui est décerné aux jeunes talents britanniques en devenir. À 16 ans, il s'agit du plus jeune pilote à recevoir ce trophée.

### 2015-2016: deux saisons en Formule 3

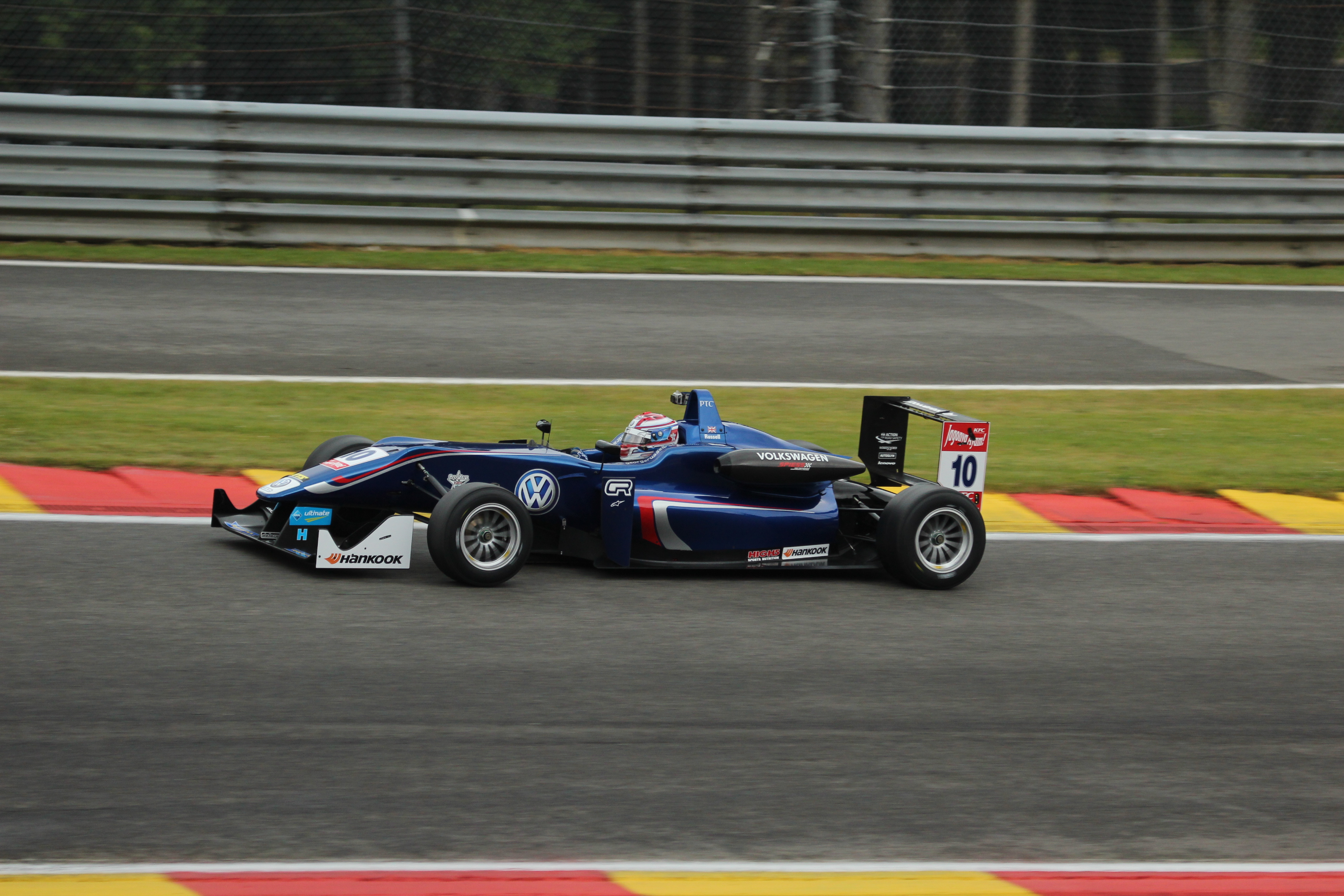
George Russell en 2015 sur le circuit de Spa-Francorchamps.

En 2015, George Russell prend part au championnat d'Europe de Formule 3 avec Carlin Motorsport. Il obtient sa première et unique victoire dès la deuxième course de la saison, à Silverstone. Il monte sur le podium à deux autres reprises et termine sixième du championnat, loin devant ses deux coéquipiers. Il participe également aux Masters de Formule 3 sur le circuit de Zandvoort, et termine deuxième.
Russell rejoint la nouvelle écurie Hitech GP en 2016 et dispute une deuxième saison en championnat d'Europe de Formule 3. Il s'impose à Pau et à Spa-Francorchamps, après avoir signé la pole position et le meilleur tour en course lors de ces deux courses. Troisième au classement des pilotes, on le retrouve en novembre au Grand Prix de Macao, où il se classe septième.

### 2017-2018: titre en GP3 Series et sacre en Formule 2

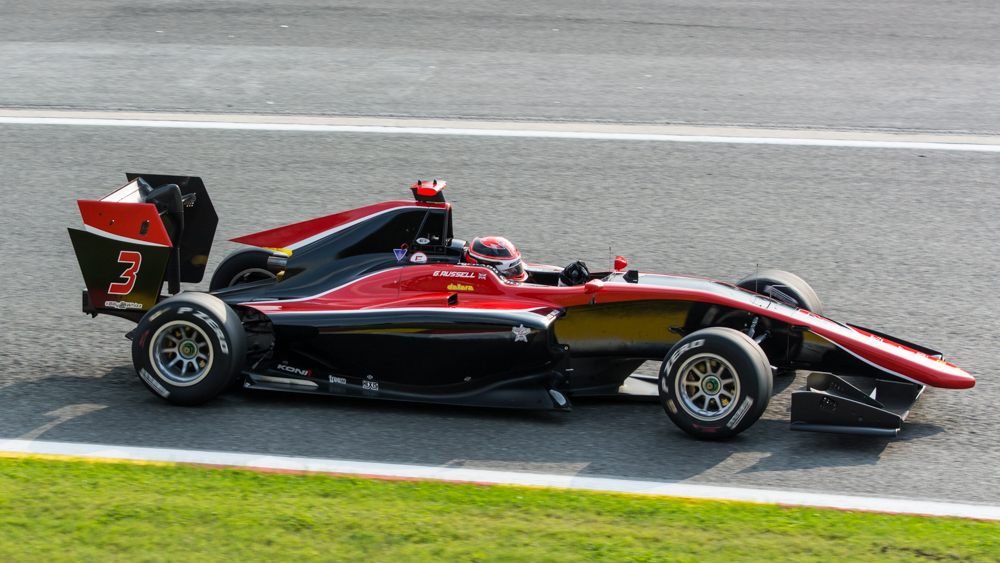
Russell en 2017 sur le circuit de Spa-Francorchamps.

En 2017, alors qu'il devient pilote essayeur de Mercedes Grand Prix, George Russell passe en GP3 Series et rejoint l'écurie la plus titrée de la discipline, ART Grand Prix. Il remporte sa première course à Spielberg, puis une autre à Silverstone. Il connaît un week-end noir à Budapest puisqu'il ne prend pas part à la course 1 et termine hors des points le lendemain. Toujours en Hongrie, il prend le volant de la Mercedes AMG F1 W08 lors des essais privés de Formule 1, testant notamment le système du halo. Lors de la reprise du championnat GP3, il réalise un week-end presque parfait à Spa, en obtenant une pole position, une victoire, une deuxième place et deux meilleurs tours en course. Après une nouvelle victoire à Monza, il est sacré champion lors de l'avant-dernière manche de la saison à Jerez. En fin d'année, aidé par ses liens avec Mercedes, Russell devient le pilote d'essais de Force India et prend pour la première fois part à un week-end de Grand Prix, au Brésil puis à Abou Dabi.

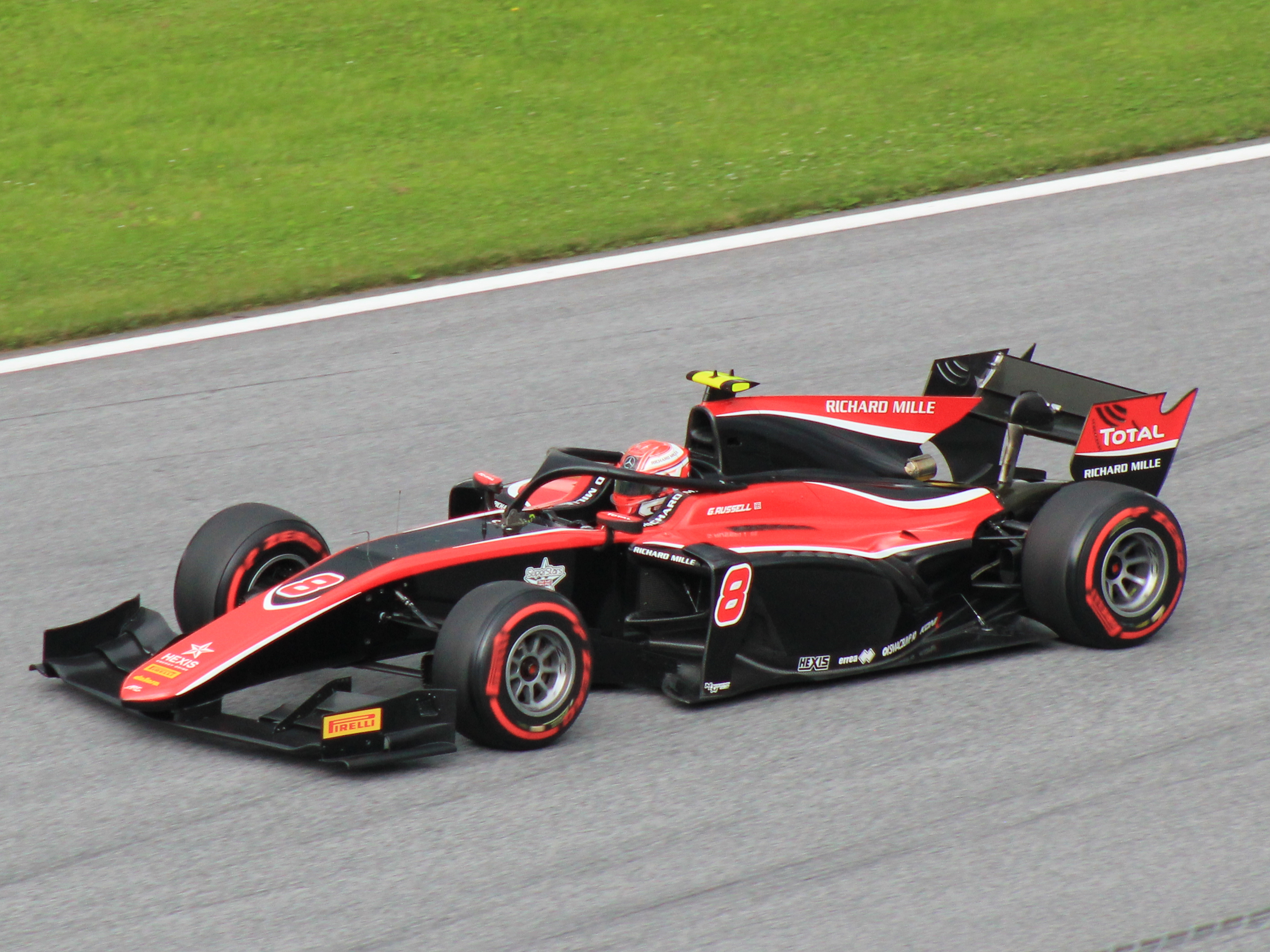
George Russell en 2018 sur le circuit de Spielberg.

Il continue son aventure avec ART Grand Prix en 2018, en gravissant l'échelon supérieur et en passant en Formule 2. Il y retrouve Jack Aitken en tant qu'équipier. Russell connaît un début de saison légèrement poussif, il obtient ses premiers succès à Bakou et à Barcelone. Après un weekend monégasque compliqué avec deux abandons lors des deux courses, il enchaîne avec deux pole positions et deux victoires au Castellet et sur le Red Bull Ring.
Avant la pause estivale, George Russell participe aux essais privés de Formule 1 sur le Hungaroring, avec Mercedes ; il bat le record absolu de la piste avec un temps de 1"15"575. Il renoue avec la pole position et la victoire à Monza, ce qui lui permet d'accroître son avance au championnat sur Lando Norris et Alexander Albon. Il remporte le titre lors du dernier meeting de la saison à Abou Dabi, après avoir obtenu une septième victoire.

### 2019-2021: les années Williams

#### 2019: débuts en Formule 1 chez Williams
Le 12 octobre 2018, grâce à ses liens avec Mercedes, George Russell est titularisé par Williams F1 Team pour disputer le Championnat du monde de Formule 1 2019. Il connaît une saison très compliquée au volant de la monoplace la moins compétitive du plateau. Son seul rival est son équipier Robert Kubica, qu'il domine sans peine ; il obtient son meilleur résultat de l'année en Allemagne, avec une onzième place. En marge du Grand Prix de Bahreïn, il prend le volant de la Mercedes-AMG F1 W10, lors des essais privés de Formule 1 et obtient le meilleur temps du jour. Il se classe vingtième et dernier du championnat sans avoir inscrit de point.

#### 2020: pigiste en fin d'année avec Mercedes
En Autriche, pour la première course de la saison, Russell abandonne à cause d'un problème de pression de carburant. Le weekend suivant, il hisse sa monoplace à la douzième position des qualifications du Grand Prix de Styrie, disputées sous la pluie, meilleure qualification d'une Williams depuis le Grand Prix d'Italie 2018. Il réédite cette performance au Grand Prix suivant, en Hongrie. En Toscane, alors qu'il roule en neuvième position, l'accident de Lance Stroll provoque un nouveau départ ; il termine onzième. Au Grand Prix d'Émilie-Romagne, alors qu'il occupe la dixième place derrière la voiture de sécurité, il perd le contrôle de sa monoplace et abandonne.

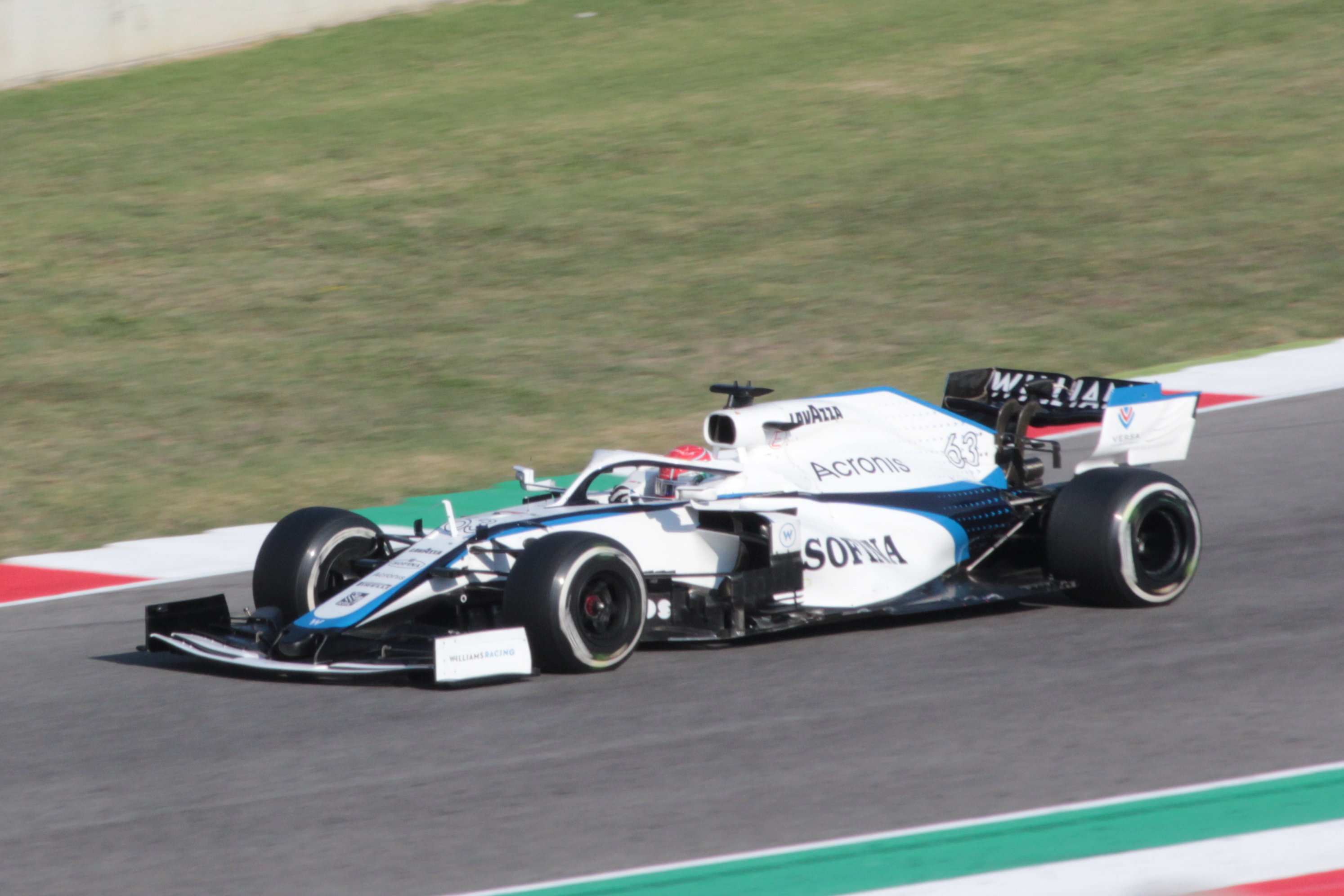
George Russell au Grand Prix de Toscane 2020.

Soutenu financièrement par Mercedes depuis ses débuts en compétition automobile, George Russell bénéficie d'un arrangement entre les deux écuries pour remplacer, au volant de la W11, Lewis Hamilton, positif à la Covid-19 au Grand Prix de Sakhir. Williams engage son pilote de réserve Jack Aitken pour faire équipe avec Nicholas Latifi. L'Anglais déclare : « Je veux tout d'abord chaudement remercier tout le monde chez Williams pour m'avoir donné cette opportunité. Je vais porter une nouvelle combinaison ce week-end mais je suis un pilote Williams et je compte bien encourager mon équipe tout du long. Il est évident que personne ne peut remplacer Lewis, mais je vais tout donner pour cette équipe en son absence, à la minute où je monterai dans la voiture. Je lui souhaite avant tout un prompt rétablissement. J'ai hâte de me retrouver en piste ce weekend. » Simon Roberts, le patron par intérim de Williams complète : « Notre partenariat à long terme et l'affiliation de George avec Mercedes ne sont pas un secret, je suis donc ravi que George ait cette opportunité unique de rejoindre Mercedes. Nous avons travaillé dur pour faire en sorte qu'un accord puisse être conclu avec Mercedes pour lui offrir cette opportunité fantastique. George reste vraiment un pilote Williams et nous avons hâte qu’il nous revienne frais de cette expérience et lui souhaitons une course couronnée de succès ce week-end,. »
Meilleur temps des deux premières séances d'essais libres, il se qualifie deuxième, à 26 millièmes de secondes de son coéquipier Valtteri Bottas. En course, il prend la tête dès le départ et est en mesure de s'imposer mais une erreur de son équipe lors des changements de pneus puis une crevaison lente, le relèguent à la neuvième place. Il réalise néanmoins son premier meilleur tour en course et marque ses premiers points dans la discipline. Hamilton rétabli pour le Grand Prix d'Abou Dabi, Russell dispute le dernier Grand Prix de la saison avec Williams. Ses trois points inscrits avec Mercedes lui permettent de finir dix-huitième du championnat du monde.

#### 2021: premier podium

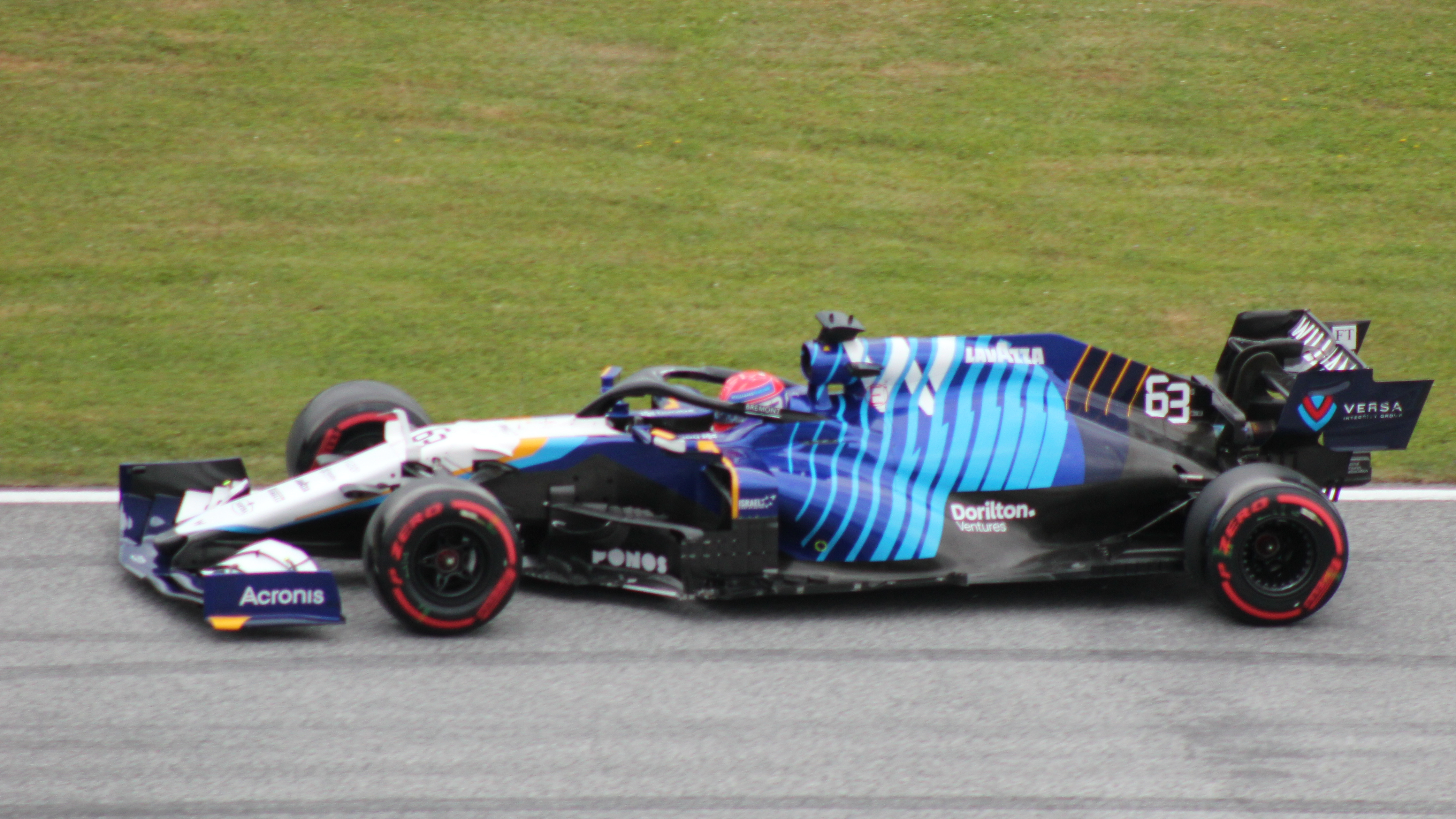
George Russell au volant de la Williams FW43B en Autriche.

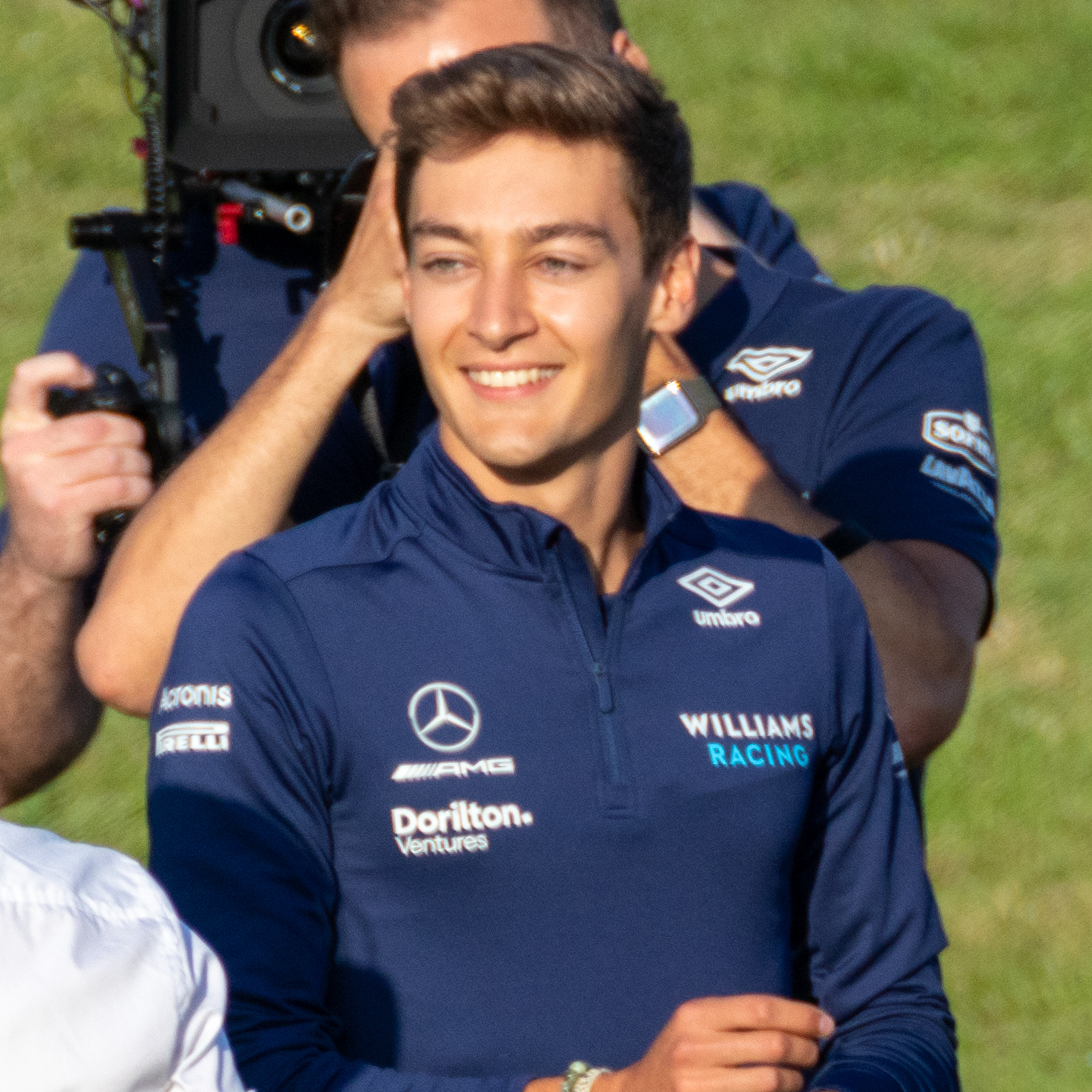
George Russell en 2021.

Pour cette nouvelle saison avec Williams, George Russell atteint la deuxième phase des qualifications dès la première course, à Bahreïn. Lors de la course suivante, à Imola, alors qu'il est en lutte pour le gain de la neuvième place, il perd le contrôle de sa monoplace en mettant deux roues dans l'herbe alors qu'il tentait de doubler Valtteri Bottas, provoquant leur double abandon.
Régulièrement en Q2 lors des phases de qualifications, il profite d'une pénalité de Yuki Tsunoda au Grand Prix de Styrie pour partir de la dixième place mais abandonne alors qu'il occupait la huitième place. La semaine suivante, sur le même circuit, au Grand Prix d'Autriche, profitant d'une pénalité infligée à Sebastian Vettel, il gagne une place en qualification et s'élance huitième ; il termine onzième de la course, Fernando Alonso lui ravissant le point de la dixième place à quelques tours de la fin mais lors du rocambolesque Grand Prix de Hongrie il parvient à obtenir les quatre points de la huitième place derrière son équipier Nicholas Latifi.
Deuxième des qualifications du Grand Prix de Belgique, George Russell permet à Williams de prendre son premier départ en première ligne depuis le Grand Prix d'Italie 2017 où Lance Stroll s'était élancé de la même position, profitant des déclassements de Max Verstappen et Daniel Ricciardo ; il s'agit du meilleur résultat en qualification d'une Williams depuis le Grand Prix d'Allemagne 2014 et la deuxième place de Valtteri Bottas. Deuxième d'une course d'un tour, il monte sur son premier podium dans la discipline et permet à Williams d'obtenir son premier podium depuis le Grand Prix automobile d'Azerbaïdjan 2017.
Valtteri Bottas, qui fait équipe avec Lewis Hamilton chez Mercedes Grand Prix depuis 2017, partant chez Alfa Romeo en 2022, l'écurie dirigée par Toto Wolff officialise, le 7 septembre 2021, l'arrivée à partir de 2022 de George Russell, associé à Hamilton pour un « contrat de longue durée »,. George Russell deviendra, à 23 ans le plus jeune pilote de l'écurie qui alignera donc en 2022 et a priori en 2023, un duo 100 % britannique.

### 2022-: chez Mercedes

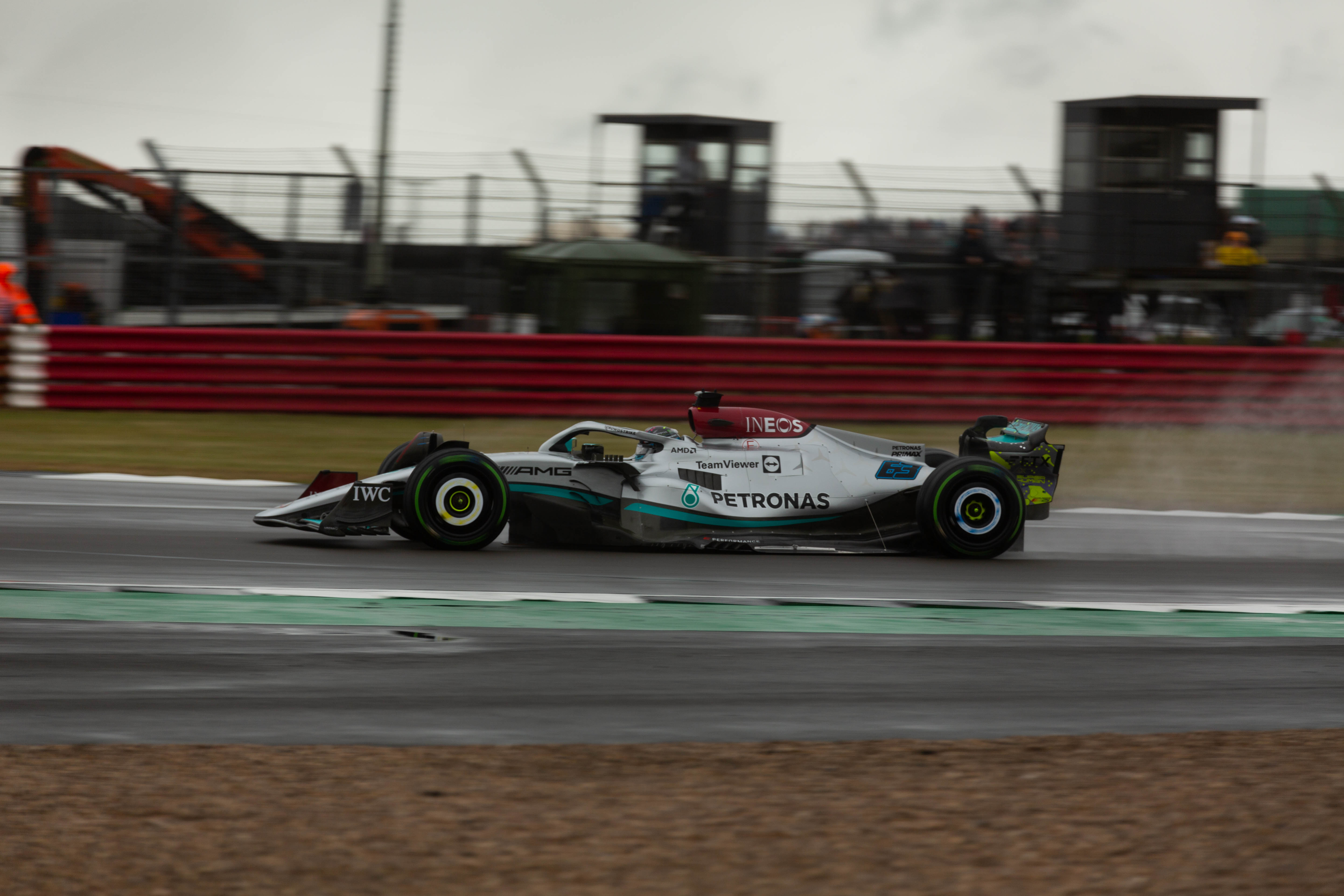
George Russell au volant de la Mercedes W13 en Grande-Bretagne.

La Mercedes W13 que pilotent Russell et Lewis Hamilton en 2022 est moins performante que les Red Bull RB18 et Ferrari F1-75 dont les pilotes, Charles Leclerc, Max Verstappen et Sergio Pérez s'échangent les victoires lors des neuf premières manches de la saison. Surtout, et de façon plus voyante que les autres écuries, la W13 est affectée par un problème de marsouinage induit par la nouvelle réglementation technique basée sur l'effet de sol, qu'elle tarde à bien appréhender et à régler. Mais ce phénomène de rebonds affecte bien plus le septuple champion du monde que son nouveau coéquipier, qui parvient à s'inviter trois fois sur le podium (à Melbourne, à Barcelone et à Bakou), qui ne termine jamais plus loin que cinquième et reste le seul pilote à avoir marqué à chaque course au soir du Grand Prix du Canada. Ainsi, il occupe la quatrième place du championnat pilotes avec un total de 111 points, quand Hamilton navigue au sixième rang avec 77 points. À Budapest, il réalise la première pole position de sa carrière.
Au Grand Prix de São Paulo, après s'être élancé en pole position, George Russell remporte sa première victoire en Formule 1, devant son équipier.
Le début de saison 2023 de Russell est plus difficile que prévu : sixième des qualifications au Grand Prix de Bahreïn devant son coéquipier Lewis Hamilton, il termine septième de l'épreuve,. Il monte sur le podium du Grand Prix d'Arabie saoudite en bénéficiant d'une pénalité infligée à Alonso, mais la pénalité est finalement annulée. Lors du Grand Prix d'Espagne, il obtient un autre podium, derrière son coéquipier Lewis Hamilton qui termine deuxième. Il monte sur le podium lors du dernier Grand Prix de la saison et se classe huitième du championnat.
En 2024, George Russell réalise la pole position au Grand Prix du Canada. Il renoue avec la victoire en Autriche et à Las Vegas. Il termine sixième du championnat avec 235 points.
En 2025, sur les six premiers Grands Prix de la saison, il monte quatre fois sur le podium, et remporte le Grand Prix du Canada, après avoir obtenu la pole position. 

## Carrière

### Résultats en monoplace
| Saison | Championnat                       | Écurie            | Courses         | Victoires       | Pole positions  | Meilleurs tours | Podiums         | Points          | Classement      |
| ------ | --------------------------------- | ----------------- | --------------- | --------------- | --------------- | --------------- | --------------- | --------------- | --------------- |
| 2014   | Formula Renault 2.0 Alps          | Koiranen GP       | 12              | 0               | 0               | 0               | 1               | 123             | 4e              |
| 2014   | Eurocup Formula Renault 2.0       | Koiranen GP       | 4               | 1               | 1               | 1               | 1               | 0               | non classé      |
| 2014   | Formule 4 britannique             | Lanan Racing      | 24              | 5               | 3               | 4               | 11              | 483             | Champion        |
| 2015   | Masters de Formule 3              | Carlin Motorsport | 2               | 0               | 0               | 0               | 1               | N/A             | 2e              |
| 2015   | Championnat d'Europe de Formule 3 | Carlin Motorsport | 33              | 1               | 0               | 0               | 3               | 203             | 6e              |
| 2016   | Championnat d'Europe de Formule 3 | Hitech GP         | 30              | 2               | 3               | 3               | 10              | 264             | 3e              |
| 2017   | GP3 Series                        | ART Grand Prix    | 14              | 4               | 4               | 5               | 7               | 220             | Champion        |
| 2017   | Formule 1                         | Force India       | Pilote d'essais | Pilote d'essais | Pilote d'essais | Pilote d'essais | Pilote d'essais | Pilote d'essais | Pilote d'essais |
| 2018   | Formule 2                         | ART Grand Prix    | 24              | 7               | 5               | 6               | 11              | 287             | Champion        |

### Résultats en championnat du monde de Formule 1
| Saison | Écurie                        | Châssis             | Moteur                    | Pneus   | GP disputés | Pole positions | Victoires | Podiums | Meilleurs tours | Dans les points | Abandons | Points inscrits | Classement |
| ------ | ----------------------------- | ------------------- | ------------------------- | ------- | ----------- | -------------- | --------- | ------- | --------------- | --------------- | -------- | --------------- | ---------- |
| 2019   | ROKiT Williams Racing         | Williams FW42       | Mercedes V6 turbo hybride | Pirelli | 21          | 0              | 0         | 0       | 0               | 0               | 2        | 0               | 20e        |
| 2020   | Williams Racing               | Williams FW43       | Mercedes V6 turbo hybride | Pirelli | 16          | 0              | 0         | 0       | 0               | 0               | 4        | 0               | 18e        |
| 2020   | Mercedes-AMG Petronas F1 Team | Mercedes-AMG F1 W11 | Mercedes V6 turbo hybride | Pirelli | 1           | 0              | 0         | 0       | 1               | 1               | 0        | 3               | 18e        |
| 2021   | Williams Racing               | Williams FW43B      | Mercedes V6 turbo hybride | Pirelli | 22          | 0              | 0         | 1       | 0               | 4               | 6        | 16              | 15e        |
| 2022   | Mercedes-AMG Petronas F1 Team | Mercedes-AMG F1 W13 | Mercedes V6 turbo hybride | Pirelli | 22          | 1              | 1         | 8       | 4               | 20              | 1        | 275             | 4e         |
| 2023   | Mercedes-AMG Petronas F1 Team | Mercedes-AMG F1 W14 | Mercedes V6 turbo hybride | Pirelli | 22          | 0              | 0         | 2       | 1               | 17              | 3        | 175             | 8e         |
| 2024   | Mercedes-AMG Petronas F1 Team | Mercedes-AMG F1 W15 | Mercedes V6 turbo hybride | Pirelli | 24          | 4              | 2         | 4       | 2               | 20              | 2        | 235             | 6e         |
| 2025   | Mercedes-AMG Petronas F1 Team | Mercedes-AMG F1 W16 | Mercedes V6 turbo hybride | Pirelli | 14          | 1              | 1         | 6       | 2               | 13              | 0        | 172             | 4e         |
|        | Total                         |                     |                           |         | 142         | 6              | 4         | 21      | 10              | 75              | 19       | 876             |            |

| Saison        | Écurie                        | Châssis             | Moteur                                       | Pneus | 1        | 2         | 3        | 4         | 5         | 6         | 7        | 8        | 9         | 10       | 11         | 12        | 13       | 14       | 15       | 16       | 17        | 18        | 19        | 20           | 21          | 22       | 23        | 24     | Classement | Points inscrits |
| ------------- | ----------------------------- | ------------------- | -------------------------------------------- | ----- | -------- | --------- | -------- | --------- | --------- | --------- | -------- | -------- | --------- | -------- | ---------- | --------- | -------- | -------- | -------- | -------- | --------- | --------- | --------- | ------------ | ----------- | -------- | --------- | ------ | ---------- | --------------- |
| 2019          | ROKiT Williams Racing         | Williams FW42       | Mercedes V6 turbo hybride M10 EQ Performance | P     | AUS 16e  | BAH 15e   | CHN 16e  | AZE 15e   | ESP 17e   | MON 15e   | CAN 16e  | FRA 19e  | AUT 18e   | GBR 14e  | ALL 11e    | HON 16e   | BEL 15e  | ITA 14e  | SIN Abd. | RUS Abd. | JPN 18e   | MEX 16e   | USA 17e   | BRE 12e      | ABU 17e     |          |           |        | 20e        | 0               |
| 2020          | Williams Racing               | Williams FW43       | Mercedes V6 turbo hybride M11 EQ Performance | P     | AUT Abd. | STY 16e   | HON 18e  | GBR 12e   | 70e 18e   | ESP 17e   | BEL Abd. | ITA 14e  | TOS 11e   | RUS 18e  | EIF Abd.   | POR 14e   | E-R Abd. | TUR 16e  | BAH 12e  |          | ABU 15e   |           |           |              |             |          |           |        | 18e        | 3               |
| 2020          | Mercedes-AMG Petronas F1 Team | Mercedes-AMG F1 W11 | Mercedes V6 turbo hybride M11 EQ Performance | P     |          |           |          |           |           |           |          |          |           |          |            |           |          |          |          | SAK 9e   |           |           |           |              |             |          |           |        | 18e        | 3               |
| 2021          | Williams Racing               | Williams FW43B      | Mercedes V6 turbo hybride M12 E Performance  | P     | BAH 14e  | EMI Abd.  | POR 16e  | ESP 14e   | MON 14e   | AZE 17e*  | FRA 12e  | STY Abd. | AUT 11e   | GBR 12e  | HON 8e     | BEL 2e    | P-B 17e* | ITA 9e   | RUS 10e  | TUR 15e  | USA 14e   | MEX 16e   | BRE 13e   | QAT 17e      | ARA Abd.    | ABU Abd. |           |        | 15e        | 16              |
| 2022          | Mercedes-AMG Petronas F1 Team | Mercedes-AMG F1 W13 | Mercedes V6 turbo hybride M13 E Performance  | P     | BAH 4e   | ARA 5e    | AUS 3e   | EMI 4e    | MIA 5e    | ESP 3e    | MON 5e   | AZE 3e   | CAN 4e    | GBR Abd. | AUT 4e+4e  | FRA 3e    | HON 3e   | BEL 4e   | P-B 2e   | ITA 3e   | SIN 14e   | JAP 8e    | USA 5e    | MEX 4e       | SAO 1er+1er | ABU 5e   |           |        | 4e         | 275             |
| 2023          | Mercedes-AMG Petronas F1 Team | Mercedes-AMG F1 W14 | Mercedes V6 turbo hybride M14 E Performance  | P     | BAH 7e   | ARA 4e    | AUS Abd. | AZE 8e+4e | MIA 4e    | MON 5e    | ESP 3e   | CAN Abd. | AUT 7e+8e | GBR 5e   | HON 6e     | BEL 6e+8e | P-B 17e  | ITA 5e   | SIN Abd. | JAP 7e   | QAT 4e+4e | USA 5e+8e | MEX 6e    | BRE Abd. +4e | LVE 8e      | ABU 3e   |           |        | 8e         | 175             |
| 2024          | Mercedes-AMG Petronas F1 Team | Mercedes-AMG F1 W15 | Mercedes V6 turbo hybride M15 E Performance  | P     | BAH 5e   | ARA 6e    | AUS 17e* | JAP 7e    | CHN 6e+8e | MIA 8e    | EMI 7e   | MON 5e   | CAN 3e    | ESP 4e   | AUT 1er+4e | GBR Abd.  | HON 8e   | BEL Dsq. | P-B 7e   | ITA 7e   | AZE 3e    | SIN 6e    | USA 6e+5e | MEX 5e       | SAO 4e+6e   | LVE 1er  | QAT 4e+3e | ABU 5e | 6e         | 235             |
| 2025          | Mercedes-AMG Petronas F1 Team | Mercedes-AMG F1 W16 | Mercedes V6 turbo hybride M16 E Performance  | P     | AUS 3e   | CHN 3e+4e | JAP 5e   | BAH 2e    | ARA 5e    | MIA 3e+4e | EMI 7e   | MON 11e  | ESP 4e    | CAN 1er  | AUT 5e     | GBR 10e   | BEL 5e   | HON 3e   | P-B      | ITA      | AZE       | SIN       | USA       | MEX          | BRE         | LVE      | QAT       | ABU    | 4e         | 172             |
| Légende : ici |                               |                     |                                              |       |          |           |          |           |           |           |          |          |           |          |            |           |          |          |          |          |           |           |           |              |             |          |           |        |            |                 |

### Victoires en championnat du monde de Formule 1
| # | Année | Manche | Date             | Grand Prix | Circuit           | Écurie   | Position départ | Voiture | Résumé |
| - | ----- | ------ | ---------------- | ---------- | ----------------- | -------- | --------------- | ------- | ------ |
| 1 | 2022  | 21/22  | 13 novembre 2022 | Brésil     | Interlagos        | Mercedes | Pole position   | W13     | Résumé |
| 2 | 2024  | 11/24  | 30 juin 2024     | Autriche   | Spielberg         | Mercedes | 3e              | W15     | Résumé |
| 3 | 2024  | 22/24  | 23 novembre 2024 | Las Vegas  | Las Vegas         | Mercedes | Pole position   | W15     | Résumé |
| 4 | 2025  | 10/24  | 15 juin 2025     | Canada     | Gilles-Villeneuve | Mercedes | Pole position   | W16     | Résumé |